# Chiniquodon
Chiniquodon è un genere estinto di terapsidi, appartenente ai cinodonti. Visse tra il Triassico medio e il Triassico superiore (Ladinico - Carnico, circa 240 - 233 milioni di anni fa) e i suoi resti fossili sono stati ritrovati in Sudamerica, Madagascar e Africa. 

## Descrizione
Questo animale era di dimensioni che variavano da quelle di una volpe a quelle di un grosso cane. La testa era molto grande rispetto al corpo, ma la scatola cranica doveva contenere un cervello di dimensioni contenute. La finestra temporale laterale era estremamente estesa, e occupava più della metà dell'area dell'intero cranio in vista dorsale. Queste aperture dovevano ospitare potentissimi muscoli delle fauci. L'osso dentale si estendeva al di sopra delle ossa guanciali, mentre le rimanenti ossa della mandibola erano molto ridotte. Vi era un solco nella parte posteriore delle ossa guanciali, dove potrebbe esserci stato un canale uditivo che conduceva al timpano. Il corpo possedeva costole sprovviste di piastre costali, mentre la coda era relativamente corta e sottile. 
Le zampe erano snelle ma forti, così come la scapola. Le zampe posteriori si muovevano in senso parasagittale, in modo simile ai mammiferi. Il calcagno si estendeva posteriormente a formare una sorta di "tacco", dove si inseriva il tendine di Achille. Questa struttura forniva una notevole spinta a ogni passo.

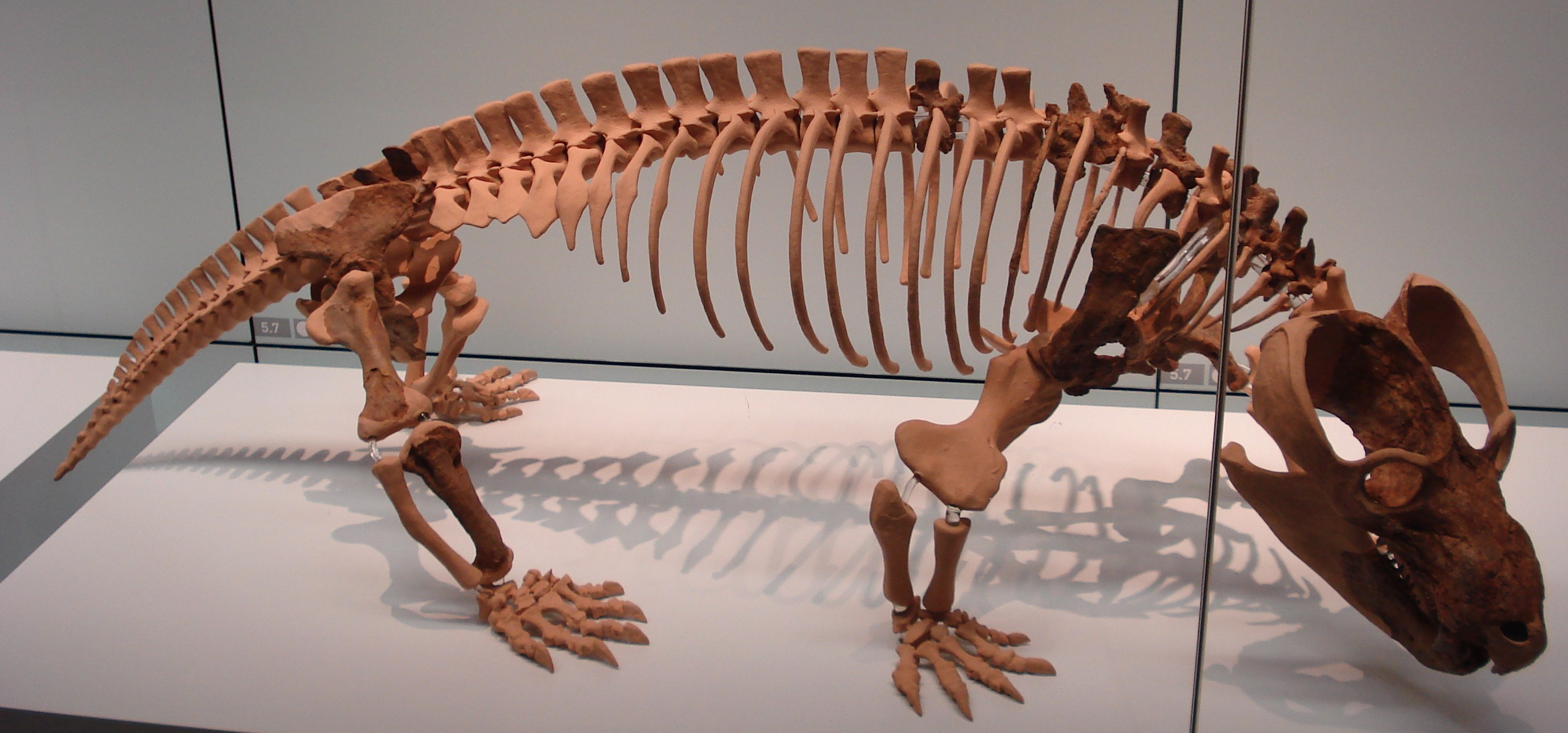
Scheletro ricostruito di Belesodon magnificus (= Chiniquodon theotonicus)

## Classificazione
Chiniquodon venne descritto per la prima volta nel 1936, sulla base di fossili ritrovati nella formazione Santa Maria in Brasile. Friedrich von Huene, autore della descrizione, coniò il nome Chiniquodon theotonicus e attribuì questo animale ai cinodonti, un gruppo di terapsidi evoluti, molto vicini all'origine dei mammiferi. Huene descrisse anche un altro cinodonte molto simile, che denominò Belesodon magnificus; quest'ultimo animale è attualmente considerato un sinonimo di Chiniquodon theotonicus. La specie C. theotonicus è stata poi rinvenuta anche nella formazione Chanares, in Argentina. Altre specie attribuite a Chiniquodon sono C. sanjuanensis dell'Argentina, noto per un cranio inizialmente attribuito all'assai simile Probelesodon e differente dalla specie tipo per dettagli dell'arcata zigomatica e della dentatura (Abdala e Giannini, 2002), e C. kalanoro, noto per una mandibola rinvenuta in Madagascar (Kammerer, 2010). Un'altra specie brasiliana, C. brasilensis, non è ancora stata descritta formalmente. La specie C. omaruruensis è stata invece ritrovata in Namibia (Smith e Swart, 2002).

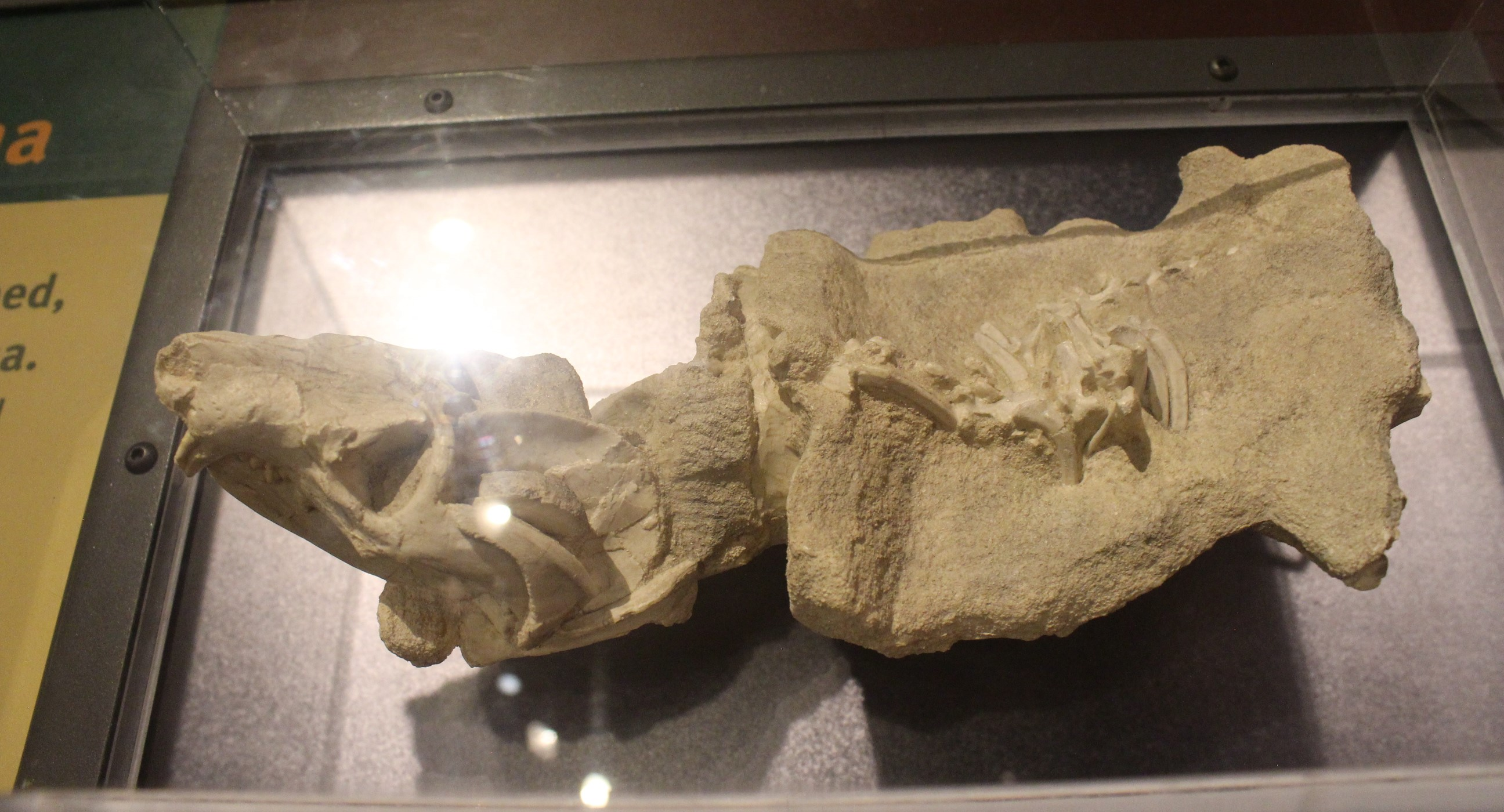
Fossile di Chiniquodon kalanoro

Chiniquodon è considerato molto vicino all'origine dei mammiferi, sulla base di caratteristiche della mandibola e degli arti. La famiglia a cui appartiene (Chiniquodontidae) fa parte di un clade (Chiniquodontoidea) comprendente anche gli immediati antenati dei mammiferi e i mammiferi stessi.

## Paleoecologia
Chiniquodon era un carnivoro terrestre piuttosto veloce, che viveva in un ambiente in cui erano presenti anche i più antichi dinosauri carnivori. È possibile che siano stati proprio i dinosauri, più rapidi ed efficienti, a determinare l'estinzione di Chiniquodon e dei suoi stretti parenti.